# Aphis patrinicola
Aphis patrinicola är en insektsart. Aphis patrinicola ingår i släktet Aphis och familjen långrörsbladlöss. Inga underarter finns listade i Catalogue of Life.